# Coffmania adiecta
Coffmania adiecta är en tvåvingeart som beskrevs av Hazra och Chaudhuri 2000. Coffmania adiecta ingår i släktet Coffmania och familjen fjädermyggor.
Artens utbredningsområde är Sikkim. Inga underarter finns listade i Catalogue of Life.